# ベニー・バス
ベニー・バス（Benny Bass、男性、1904年12月15日 - 1975年6月25日）は、ウクライナ出身の元プロボクサー。アメリカ合衆国で活躍。元世界フェザー級、ジュニアライト級（スーパーフェザー級）チャンピオン。

## 来歴
キーウ生まれのユダヤ人。渡米後アマチュアから1923年プロ入り。1927年9月19日、フィラデルフィアで空位の世界フェザー級タイトルをレッド・チャップマンと争い、10回判定勝ちでチャンピオンとなった。しかし翌年2月10日、初防衛戦で後の3階級制覇者トニー・カンゾネリに判定で敗れ、王座を失う。
その後ジュニアライト級に転じ、1929年12月19日、同級王座を5度防衛していたトッド・モーガンを2回でKO、2階級制覇を達成したが、初防衛戦でキューバの天才キッド・チョコレートに7回KOされ、いずれの階級でも王座保持期間は短かった。

## 通算戦績
140勝（59KO）28敗6引分け22無判定1無効